# Кондель-Перминова, Наталья Николаевна
Ната́лья Никола́евна Ко́ндель-Пе́рминова (род. 6 августа 1957, Полтава) — писатель, историк, архитектор. Кандидат архитектуры (с 1990). Старший научный сотрудник по специальности теория и история архитектуры, реставрация памятников архитектуры; старший научный сотрудник Государственного НИИ теории и истории архитектуры и градостроительства (НИИТИАГ), заведующая отделом архитектуроведения Института проблем современного искусства Национальной академии искусств Украины

## Биография
- Окончила Полтавский инженерно-строительный институт (факультет архитектуры).
- С 1996 года по 2002 год была руководителем отдела дизайна и маркетинга в Киевском бизнес лицее.
- С 2003 года по 2005 год заведовала отделом информационно-методического обеспечения в Государственном НИИ теории и истории архитектуры и градостроительства.
- С 2005 года, в течение года была доцентом кафедры компьютерных технологий и дизайна Национального авиационного университета.
- С 2006 — старший научный сотрудник, заведующая отделом архитектуроведения Института проблем современного искусства Национальной академии искусств Украины.

## Публикации
Автор более 50 работ в научно-популярных изданиях.

## Редактор
- Издательский дом А.С.С/А+С;
- «Днепропетровск. Архитекторы»;
- "Архітектура України у державних преміях: 1941—2007 / За заг. ред. Н. М. Демина, Н. М. Кондель-Пермінової, А. О. Пучкова. — К., 2008;
- «Забудова Києва доби класичного капіталізму, або Коли і як місто стало європейським» / За заг. ред. М. Б. Кальницького, Н. М. Кондель-Пермінової. — К.: Сидоренко В. Б., 2012. — премия XIV Всеукраинского рейтинга «Книга года»[3].